# 貴人鄭氏 (成宗)
貴人鄭氏（きじん ていし、クィイン チョンシ、귀인 정씨、生年不詳 - 1504年3月20日）は李氏朝鮮第9代国王成宗の後宮。本貫は草渓鄭氏。鄭仁石（てい じんせき、チョン・インソク、정인석、1424年?。 - 1504年）の娘。諱は金伊（きんい、クミ、금이）。

## 生涯
鄭仁石の娘として誕生し長じて王宮に入り2人の王子と1人の翁主（オンジュ、側室を母とする王女）を出産した。1483年時点では淑容に、1504年時点では昭儀に封じられていたと記録されている。同じく成宗の後宮であった淑儀嚴氏とともに王妃尹氏を訴え、その後尹氏は廃位され賜死された。
燕山君は母親の廃位と死はこのふたりのせいだとして深く恨み、1504年（燕山10年）3月20日深夜、鄭氏と嚴氏を王宮の庭に連れ出し緊縛して暴力を振るっただけでなく鄭氏の息子である安陽君李㤚と鳳安君李㦀に棒で2人を殴るよう命じた。李㤚は目の前にいるのが実母だと分からないまま2人を殴ったが李㦀は母親だと気付き何もしなかったという。燕山君はこれに激怒して2人が息絶えるまで殴らせた上、2人の遺体をバラバラにして塩漬けにし山や野にばら撒いて遺棄させた。父鄭仁石も80歳を過ぎた高齢者で連座の対象ではなかったにもかかわらず同年4月斬首刑に処せられている。
中宗即位後に身分が回復され貴人を追贈された。

## 家系
- 父: 鄭仁石
- 母: 不詳
  - 弟あり[脚注 2]

- 夫: 成宗
  - 安陽君 李㤚（朝鮮語版）（1480年 - 1505年）
  - 鳳安君 李㦀（朝鮮語版）（1482年 - 1505年）
  - 静恵翁主（朝鮮語版）（1490年 - 1507年）- 韓紀正室